# Samuel Tito Armando
Samuel Tito Armando (Angola, Imperio portugués; 1957-Moscú; 6 de agosto de 2009 ) fue un estadista y diplomático angoleño. Fue embajador de la República de Angola en la Federación Rusa entre los años 2006 y 2009.

## Biografía
Nació en 1957. En 1990 se graduó de la Facultad de Economía y derecho de la Universidad de la Amistad de los Pueblos Patricio Lumumba. Posteriormente, se especializó en relaciones internacionales, relaciones económicas internacionales y gestión y evaluación de proyectos industriales. Trabajó en la industria minera y en la industria del diamante de Angola, y ocupó el cargo de viceministro de Geología y Minería de Angola.
El 22 de septiembre de 2006, fue nombrado embajador extraordinario y plenipotenciario de la República de Angola en la Federación Rusa, en sustitución de Roberto Lila Ramos Monteiro, quien fue nombrado ministro de Interior de Angola. También fue nombrado embajador de Angola en las repúblicas de Moldavia y Ucrania.
En abril de 2007, realizó una visita de trabajo a la ciudad de Rostov del Don y a tres universidades de la ciudad: la Universidad Federal del Sur, la Universidad Estatal de Medicina de Rostov y la Universidad Técnica Estatal del Don. Comentó a los rectores la posibilidad de transferir a Rostov a estudiantes angoleños de instituciones educativas de San Petersburgo donde, según el embajador, estaban extendidos los sentimientos chovinistas y se producían ataques contra estudiantes negros.
Falleció el 6 de agosto de 2009, dejando mujer, un hijo y una hija. Su cuerpo fue trasladado a su país natal, Angola.